# 최영주 (기자)
최영주는 대한민국의 기자 겸 앵커이다.

## 학력
- 서울대학교 지리학과

## 경력
- 2003 YTN 8기 공채 기자
- YTN 사회부 기자
- YTN 정치부 기자
- YTN 경제부 기자
- 2003~2021 YTN 앵커
- YTN 국제부 기자

## 출연

### 방송

#### 뉴스
- 2014~2015 YTN 뉴스 통
- 2015~2016 YTN 뉴스N이슈
- 2019 YTN 시사의 온도
- 2020~2021 YTN 뉴스나이트

## 도서
- 2013 Play with Dream(플레이 위드 드림, 여자, 꿈을 가지고 놀아라) - 호박

## 상훈
- 2011 BJC 보도상 특별상